# Джесика Ланг
Джесика Ланг (на английски: Jessica Lange) е американска актриса.

## Биография

### Произход и младежки години
Родена е на 20 април 1949 година в Клокет, Минесота. Баща ѝ, Албърт Джон Ланг, е бил учител и пътуващ търговец, а майка ѝ, Дороти Флорънс (по баща Салман), е домакиня. Тя има две по-големи сестри, Джейн и Ан, и по-малък брат Джордж. Нейният произход по бащина линия е германски и холандски, а по майчина линия – финландски. Поради естеството на професиите на баща ѝ, семейството се мести непрекъснато в различни градове в Минесота, преди да се установи в родния си град, където тя завършва гимназия в Клокет. 
През 1967 г. тя получава стипендия за изучаване на изкуство и фотография в Университета на Минесота, където се запознава и започва да излиза с испанския фотограф Пако Гранде.  След като двамата се женят през 1970 г., Ланг напуска колежа, отдавайки се на по-бохемски начин на живот и пътувайки в Съединените щати и Мексико в микробус с Пако Гранде.  След това двойката се премества в Париж, където се разделя. Докато е в Париж, Ланг учи пантомима под ръководството на Етиен Декро и се присъединява към „Опера-комик“ като танцьор.  По-късно учи актьорско майсторство в „HB Studio“ в Ню Йорк. 

### Кариера
Докато живее в Париж, Ланг е открита от модния илюстратор Антонио Лопес  и става модел за агенцията за модели „Вилхелмина“. През 1973 г. тя се завръща в САЩ и започва работа в Ню Йорк като сервитьорка в таверната „Lion's Head“ в Гринуич Вилидж.  Докато е модел, Ланг е открита от холивудския продуцент Дино Де Лаурентис, който иска да избере актриса за своя римейк на „Кинг Конг“. Ланг прави филмовия си дебют през 1976 г. в „Кинг Конг“, побеждавайки в кастинга актрисите Мерил Стрийп и Голди Хоун за ролята на момичето в беда. Въпреки успеха си, филмът е едва пети по приходи филм за 1976 г., но пък получава наградата на Академията за най-добри визуални ефекти, а играта на Ланг е широко обсъждана. 
През 1976 г. Ланг печели наградата „Златен глобус“ за изгряваща звезда на годината.
В края на 1970-те Боб Фос, с когото Ланг се е сприятелила и с когото поддържа неангажираща романтична връзка, избира Ланг за ролята на Ангела на смъртта, роля, която той е написал за нея в своя полуавтобиографичен филм „Ах, този джаз“ (1979). Тя също е обмисляна за ролята на Уенди Торънс във филма на Стенли Кубрик „Сиянието“, преди ролята да отиде при Шели Дювал.

### Личен живот
Ланг е омъжена за фотографа Франсиско „Пако“ Гранде от 1970 до 1982 г.  Въпреки че се разделят малко след като се преместват в Европа в средата на 1970-те, те се развеждат чак в началото на 1980-те, след което Ланг му плаща неразкрита сума издръжка.  От 1976 до 1982 г. неин партньор в живота е известният руски балетист Михаил Баришников, от когото е първото ѝ дете, Александра Ланг „Шура“ Баришников (р.1981).  През това време тя спорадично е свързвана и с Боб Фос, с когото остават приятели до смъртта му. 
През 1982 г. Джесика Ланг се запознава и започва връзка с драматурга Сам Шепърд. Те имат две деца, дъщеря Хана Джейн Шепърд (р.1986) и син Самюел Уокър Шепърд (р.1987). Живеят заедно във Вирджиния, Ню Мексико, Минесота и в крайна сметка в Ню Йорк, преди да се разделят през 2009 г.  Ланг често се връща в Дълют, Минесота, и казва за града: „Това е единственото място, което е останало неизменно в живота ми... След като живях по целия свят и пътувах навсякъде, където исках да отида, продължавам да се връщам все тук.“ 
Въпреки че не следва никаква установена религия, тя периодично практикува будизъм.  Веднъж тя признава: „Това беше дисциплина, която има смисъл повече от всичко, защото е като наука. Никога не съм била религиозен човек. Винаги съм търсила някакво духовно значение. Не съм израснала в църква. Семейството на майка ми беше атеистично и страната на баща ми беше объркана.“  Джесика Ланг е вегетарианка. 
Джесика Ланг разкрива, че страда от тежки пристъпи на депресия,  веднъж признава: „Никога не съм вярвала в психоанализата или терапията или нещо подобно. Никога не съм го правила.“  Тя признава: „Въпреки че моята тъмна страна е в латентно състояние в момента, тя продължава да играе голяма роля в качеството ми да бъда креативна. Това е кладенецът, в който мога да се докосна, където се съхранява цялата мъка, ярост и тъга“. През 2022 г. хвърля повече светлина върху мрачните си настроения, признавайки: „През целия си живот съм страдала от пристъпи на депресия. Те се изливат и отливат. Трудно ми е да разделя тъгата, депресията, от непреодолимото ми чувство за самота.“ 

## Избрана филмография
| Година | Филм                             | Оригинално заглавие            | Роля                 | Режисьор            |
| ------ | -------------------------------- | ------------------------------ | -------------------- | ------------------- |
| 1976   | Кинг Конг                        | King Kong                      | Дуен                 | Джон Гилермин       |
| 1979   | Ах, този джаз                    | All that jazz                  | ангел Анджелика      | Боб Фоси            |
| 1981   | Пощальонът винаги звъни два пъти | The Postman Always Rings Twice | Кора Смит            | Боб Рафелсън        |
| 1982   | Франсис                          | Frances                        | Франсис Фармър       | Греъм Клифорд       |
| 1982   | Тутси                            | Tootsie                        | Джули Никълс         | Сидни Полак         |
| 1984   | Държавата                        | Country                        | Джеуел Айви          | Ричард Пиърс        |
| 1985   | Сладки мечти                     | Sweet Dreams                   | Патси Клайн          | Карел Рейш          |
| 1986   | Престъпления на сърцето          | Crimes of the Heart            | Маргарет Маграт      | Брус Бересфорд      |
| 1988   | Далечния север                   | Far North                      | Кейт                 | Сам Шепърд          |
| 1989   | Музикална кутия                  | Music Box                      | Анна Талбот          | Костас Гаврас       |
| 1991   | Нос Страх                        | Cape Fear                      | Ли Боудън            | Мартин Скорсезе     |
| 1994   | Синьо небе                       | Blue Sky                       | Карли Маршал         | Тони Ричардсън      |
| 1995   | Да изгубиш Исая                  | Losing Isaiah                  | Маргарет Левин       | Стивън Гиленхал     |
| 1995   | Роб Рой                          | Rob Roy                        | Мери Макгрегър       | Майкъл Кийтън-Джонс |
| 1995   | Трамвай Желание                  |                                |                      |                     |
| 1997   | Хиляда акра                      | A Thousand Acres               | Джини Кук Смит       | Джоселин Мурхаус    |
| 1998   | Братовчедката Бет                | Cousin Bette                   | Братовчедката Бет    | Дес МакАнуф         |
| 1999   | Тит                              | Titus                          | Тамора               | Джулия Теймор       |
| 2003   | Нормален                         |                                |                      |                     |
| 2003   | Маскиран и анонимен              | Masked and Anonymous           | Нина Вероника        | Лари Чарлз          |
| 2003   | Голяма риба                      | Big Fish                       | Сандра Блум          | Тим Бъртън          |
| 2005   | Прекършени цветя                 | Broken Flowers                 | Д-р Кармен Марковски | Джим Джармуш        |
| 2005   | Комарджията                      | The Gambler                    | Роберта              | Рупърт Уайът        |

### Телевизия
| Година  | Филм                                          | Оригинално заглавие                 | Роля               | Бележки    |
| ------- | --------------------------------------------- | ----------------------------------- | ------------------ | ---------- |
| 2011    | Зловеща семейна история: Къща за убийства     | American Horror Story: Murder House | Констанс Лангдън   | 11 епизода |
| 2012-13 | Зловеща семейна история: Лудница              | American Horror Story Asylum        | Сестра Джуд Мартин | 13 епизода |
| 2013-14 | Зловеща семейна история: Свърталище на вещици | American Horror Story: Coven        | Фиона Гуд          | 13 епизода |
| 2014-15 | Зловеща семейна история: Фрийк шоу            | American Horror Story: Freak Show   | Елза Марс          | 13 епизода |
| 2018    | Зловеща семейна история: Апокалипсис          | American Horror Story: Apocalypse   | Констанс Лангдън   | 10 епизода |

## Номинации и награди
- 1995 г. – печели Оскар за най-добра актриса за филма „Синьо небе“
- 1990 г. – номинирана е за най-добра актриса за филма „Музикална кутия“
- 1986 г. – номинирана е за най-добра актриса за филма „Сладки мечти“
- 1985 г. – номинирана е за най-добра актриса за филма „Селото“
- 1983 г. – печели Оскар за най-добра поддържаща женска роля за филма „Тутси“
- 1983 г. – номинирана е за най-добра актриса за филма „Франсис“